# Арам Mp3
Арам Саркисян (на арменски: Արամ Սարգսյան; р. 5 април 1984 година), по-известен под сценичното име Арам Mp3, е арменски певец, композитор, комедиен актьор и телевизионен водещ. Представя Армения на петдесет и деветото издание на песенния конкурс „Евровизия“, като класира страната на четвърто място.

## Живот и кариера
Роден в арменската столица, през 2001 година Саркисян влиза в Ереванския държавен медицински университет и се дипломира пет години по-късно. По време на своето следване участва в комедийното шоу и телевизионно състезание „КВН“.
Отново през 2006 година Арам се присъединява към няколко други познати на публиката комедийни актьори, за да сформират комедийното шоу „32 Atam“ (32 зъба). В първите години на шоуто певецът често изпълнява забавни кавъри на известни песни и неслучайно получава прякора „Мp3“ – един от най-срещаните звукови формати.
През 2010 година Арам и приятелите му създават шоуто „Vitamin Club“. Оттогава е домакин на няколко телевизионни шоута в арменската телевизия.

### Евровизия
В последния ден на 2013 година е избран от Обществената телевизия на Армения да представи страната си на „Евровизия 2014“. Песента му „Not Alone“ е разкрита през февруари 2014 година, а на финала на конкурса тя получава общо 174 точки, което я нарежда четвърта в крайното класиране.

## Личен живот
Женен е за Ана Маргарян от април 2008 година. Имат син, роден през юни 2011 година.